# الجمعية الوطنية لكشافة بنما
الجمعية الوطنية لكشافة بنما هي الجمعية الوطنية الكشفية في بنما تأسست في عام 1924 وتم قبولها في المنظمة العالمية للحركة الكشفية في نفس العام. تضم حوالي 1775 عضو من كشافة وتم سحب الاعتراف بها في عام 1936. استعادت بنما عضوية المنظمة الكشفية العالمية في عام 1950. شاركت كشافة بنما في العديد من الأنشطة التعليمية والتي تخدم كل من البنين والبنات.
وتشارك الكشافة في مشاريع خدمة المجتمع ممثلة بأعضائها في محاولة لجعل العالم يعيش حياة أفضل. خدمة المجتمع تشمل الإغاثة من الكوارث، والمحافظة على الموارد الطبيعية وجمع ألعاب للأطفال الفقراء.